# Windows Genuine Advantage
Windows Genuine Advantage (WGA) – system sprawdzania legalności klucza produktu w systemie operacyjnym Microsoft Windows wprowadzony przez Microsoft. Sprawdzenie autentyczności systemu operacyjnego odbywa się za pomocą samodzielnej aplikacji Powiadomienia o oryginalności systemu Windows (ang. Windows Genuine Notifications), podczas instalacji wybranych programów (np. Windows Media Player 11) bądź w trybie on-line podczas dostępu do usług systemu Windows takich jak: Windows Update i podczas pobierania plików z Microsoft Download Center (za pośrednictwem formantu ActiveX).
W ramach mechanizmu WGA obsługiwane są następujące systemy operacyjne:
- Windows XP,
- Windows Server 2003,
- Windows Vista,
- Windows Server 2008 R2,
- Windows 7.

W dwóch ostatnich systemach wprowadzono mechanizm Windows Activation Technologies (WAT). Można go również zainstalować w systemie Windows Vista.